# 佐俣線
佐俣線（さまたせん）は、日本国有鉄道が熊本県中部で運行していた自動車路線（国鉄バス）である。1969年（昭和44年）12月20日限りで廃止された。
本項目では、運行を担当していた宇土自動車営業所についても記述する。

## 概要
当線は、改正鉄道敷設法別表第121号「熊本縣宇土ヨリ濱町ヲ經テ宮崎縣三田井附近ニ至ル鐵道」（延宇線の一部とされる）の先行路線として開設された自動車路線である。1934年（昭和9年）6月1日に宇土 - 松橋 - 熊延佐俣前間（23km）が開通し、担当する自動車所として宇土自動車所が開設された。1936年（昭和11年）に宇土自動車所は宇土自動車区に改称。1948年（昭和23年）4月14日に熊延佐俣前 - 砥用間が延伸開業し、路線延長は27kmとなった。
砥用以遠への路線開設は行われず、当線はおもに下益城郡・宇土郡の地域交通需要に対応する路線となった。
太平洋戦争終戦直後の1940年代後期（昭和20年代初め）頃には、輸送混乱への対処のため宇土自動車区の傘下に八代支区が開設され、八代地区で自動車路線が運行された時期もあったが、短期間で廃止となっている。1950年（昭和25年）に、宇土自動車区は宇土自動車営業所に改称した。
当線は、開通当初から熊延鉄道の鉄道線・自動車路線と競合関係にあったほか、戦後は九州産業交通の並行路線も開設されたことから競合関係は更に厳しいものとなった。これに対して運行地域が限られ、面的な路線網の広がりを持つことのできなかった当線は不利な立場となり営業実績は振るわなかった。1961年（昭和36年）に宇土自動車営業所は同じ熊本県内の山鹿自動車営業所傘下に統合され、同所宇土支所となっている。その後も不採算状態の改善の見通しはなく、代替交通機関も存在していたことから、1968年（昭和43年）の国鉄バス合理化計画で当線は廃止対象とされ、1969年（昭和44年）12月20日限りで廃止となり、宇土支所も廃止となった。

## 路線
- 宇土 - 松橋 - 下堅志田 - 熊延佐俣前 - 砥用
  - 全線直通系統の他、宇土駅 - 下堅志田間、宇土駅 - 一里口（宇土市内）間などの区間系統もあった[7][8]。

## 運行していた地域
- 熊本県宇土市
- 熊本県宇土郡不知火町（廃止当時）
- 熊本県下益城郡松橋町（廃止当時）
- 熊本県下益城郡豊野村（廃止当時）
- 熊本県下益城郡中央村（廃止当時）
- 熊本県下益城郡砥用町（廃止当時）

## 車両
当線はワンマン運行化が進められる時期以前に廃止となったことから、車掌乗務専用仕様で乗降扉が中扉1箇所のみの5型大型車を主体とした運行が行われていた。
1958年（昭和33年）4月時点での宇土自動車営業所の配置車両数は、旅客車6両・貨物車1両であった。
1960年代中頃の旅客車配置数は5両で、富士重工業製車体を架装した三菱ふそう車が中心であった。
これらの車両を管理する宇土自動車営業所は、宇土駅構内に設けられていた。1934年（昭和9年）6月の発足から1943年（昭和18年）3月までの間は、自動車所長・自動車区長も宇土駅長の兼務となっていた。

## 沿革
- 1934年（昭和9年）6月1日 - 宇土 - 松橋 - 熊延佐俣前間（23km）開通[9][10]。宇土自動車所開設。
- 1936年（昭和11年） - 宇土自動車所を宇土自動車区に改称。
- 1948年（昭和23年）4月14日 - 熊延佐俣前 - 砥用間延伸開業。路線延長27kmとなる。
- 1950年（昭和25年） - 宇土自動車区を宇土自動車営業所に改称。
- 1961年（昭和36年） - 宇土自動車営業所を山鹿自動車営業所傘下に統合。同所宇土支所となる。
- 1969年（昭和44年）12月20日 - 全線廃止。宇土支所廃止。